# Kärlek per telefon
Kärlek per telefon (Glück über Nacht) är en tysk komedifilm från 1932 i regi av Max Neufeld.

## Handling
Robert Wenk är ingenjör och har konstruerat en raket. I pressmeddelandet där raketens uppskjutning avhandlas har ett fel smugit sig in vilket gör att en massa telefonsamtal kommer till den unga kvinnan Edith. Robert får reda på detta och lyckas övertyga Edith om att han måste stanna hos henne och svara på alla samtal. När raketen slutligen avfyras är väderförhållandena för dåliga och det misslyckas. Edith och Robert börjar då samarbeta om finansiering till en ny raket.

## Rollista
- Magda Schneider - Edith
- Hermann Thimig - Robert
- Szöke Szakall - Haase
- Anni Markart - Mary Schwab
- Hans Junkermann - Marys far
- Julius Falkenstein - gamle Schwab
- Paul Otto - onkel Jim
- Curt Fuss - nattredaktör